# Neomorphus radiolosus
Il cuculo di terra fasciato o cuculo terragnolo fasciato (Neomorphus radiolosus Sclater & Salvin, 1878) è un uccello della famiglia Cuculidae.

## Distribuzione e habitat
Questo uccello vive sul versante pacifico della Cordillera Occidental della Colombia sudoccidentale e dell'Ecuador nordoccidentale.

## Tassonomia
Neomorphus radiolosus non ha sottospecie, è monotipico.